# Acetylkoenzym A

Vzorec acetyl-CoA; vlevo je přes atom síry navázaná acetylová skupina

Acetylkoenzym A (zkratka acetyl-CoA) je makroergní sloučenina účinná v celé škále metabolických reakcí, kde je výchozím metabolitem zejména pro β-oxidaci mastných kyselin a pro biosyntézu lipidů v těle.
Jedná se o aktivovanou formu kyseliny octové, která je vázána na koenzym A prostřednictvím thioesterové vazby (tedy přes atom síry). Koenzym A je poměrně komplexní sloučenina, která se skládá z vitaminu B5, tedy kyseliny pantotenové, a dále β-merkaptoethylaminu a adenosinu s navázanými fosfátovými skupinami na 5' a 3' místech. Acetylkoenzym A vzniká např. při oxidativní dekarboxylaci pyruvátu (enzymem pyruvátdehydrogenázou), ale mimo jiné také například enzymaticky přímou kondenzací kyseliny octové a koenzymu A za spotřeby ATP.
Je součástí citrátového cyklu, do něhož vstupuje a kondenzuje s oxalacetátem (4 uhlíky) na citrát (kyselinu citronovou) (6 uhlíků).